# 閻芝
阎芝（2世纪—229年），中国三国时代蜀汉武将。
阎芝官居巴西郡太守，章武二年（222年）刘备夷陵之战战败，损失几万余人。阎芝征集五千人，派马忠带领，为皇帝补充兵员。诸葛亮《后出师表》中提到在第一次北伐到这次上表期间，去世的将领有阎芝和赵云、阳群、马玉、丁立、白寿、刘郃、邓铜等及曲长屯将七十馀人。
小説《三国演义》与正史一样，在諸葛亮《後出師表》上提到他的名字。